# Усохи (Червенский район)
Усохи (бел. Усохi) — деревня в Червенском районе Минской области. Входит в состав Червенского сельсовета.

## Географическое положение
Находится примерно в 17 километрах юго-восточнее райцентра, в 26 километрах от железнодорожной станции Пуховичи на линии Минск-Осиповичи на реке Чернявка.

## История
Впервые упоминается в 1600 году в юридических актах ВКЛ как село в составе имения Болоча, принадлежавшего роду Лядских. На 1726 год это была деревня в 4 двора, а также имение  Б. Сурковицкого. На 1775 год деревня принадлежала Ф. Униховскому, относилась к Минскому воеводству, на тот момент там  насчитывалось 36 дворов, 116 душ мужского пола. В результате II раздела Речи Посполитой 1793 года оказалась  в составе Российской Империи. В 1795 году вошла в состав имения Пуховичи, во владения помещика Сулистровского, тогда там было 7 дворов. На 1800 год входила в состав Игуменского уезда Минской губернии, являлась шляхетской собственностью и насчитывала 7 дворов, 40 жителей. Согласно переписи населения Российской Империи 1897 года насчитывалось 15 дворов и 110 жителей. На начало XX века околица в 21 двор, где проживали 123 человека. На 1917 год вновь упоминается как деревня, насчитывает 22 двора, 129 жителей. С февраля по декабрь 1918 года деревня была оккупирована немецкими войсками, с августа 1919 по июль 1920 — польскими. 24 августа 1924 года вошла в состав вновь образованного Гребенецкого сельсовета Червенского района Минского округа (с 20 февраля 1938 — Минской области). Согласно переписи населения СССР 1926 года насчитывалось 23 двора, проживало 105 человек. В начале 1931 года в деревне организован колхоз «Усохи», при нём функционировали кузница и мастерская. На 1940 год насчитывалось 38 дворов, 149 жителей. Немецко-фашистские захватчики оккупировали деревню в конце июня 1941 года, в скорости после начала Великой Отечественной войны. С 1 по 4 мая 1944 года они сожгли деревню (36 дворов) и уничтожили вблизи её окрестностей более 300 человек включая 84-х сельчан и жителей других частей Червенского района. 6 жителей Усох погибли на фронтах. После войны деревню восстановили, и в 1960 году здесь уже проживал 71 человек. В 1975 году на братской могиле жертв расправы установлен памятник в виде стелы с надписью. На 1980-е годы деревня входила в состав совхоза «Гребенецкий». На 1997 год 8 домов, 10 жителей.

## Население
- 1726 — 4 двора
- 1775 — 36 дворов, 116 жителей
- 1800 — 7 дворов, 40 жителей
- 1897 — 15 дворов, 110 жителей
- начало XX века — 21 двор, 123 жителя
- 1917 — 22 двора, 129 жителей
- 1926 — 23 двора, 105 жителей
- 1940 — 38 дворов, 149 жителей
- 1960 — 71 житель
- 1997 — 8 дворов, 10 жителей
- 2013 — 2 двора, 3 жителя